# هارونا ديارا
هارونا ديارا (بالفرنسية: Harouna Diarra)‏ هو لاعب كرة قدم مالي في مركز الوسط، ولد في 26 أكتوبر 1978 في مالي. شارك مع منتخب مالي لكرة القدم. أما مع النوادي، فقد لعب مع أوفي كريت والملعب المالي وريال باماكو.

## وصلات خارجية
- هارونا ديارا على موقع قاعدة بيانات كرة القدم.إي يو (الإنجليزية)
- هارونا ديارا على موقع ناشيونال فوتبول تيمز (الإنجليزية)